# Strombörse
Eine Strombörse ist eine auf elektrische Energie – das heißt auf „Strom“ – spezialisierte Energiebörse, die wie eine Wertpapierbörse funktioniert und wie diese organisiert ist.

## Allgemeines
Als Handelsobjekte werden Stromprodukte mit einer spezifizierten Leistung in MWh über einen spezifizierten zukünftigen Zeitraum gehandelt. Als (virtuelle) Lieferung beziehungsweise physische Erfüllung wird dabei die Buchung von einem Bilanzkreis in einen anderen Bilanzkreis betrachtet. Oftmals erfolgt jedoch auch nur eine finanzielle Erfüllung (siehe Terminkontrakt), bei der nur Preisdifferenzen ausgeglichen werden.
Der mit etwa 75 Prozent größte Teil des Stromhandels findet immer noch außerhalb der Strombörse statt, und zwar als Handel „Over-the-Counter“ („über die Ladentheke“), abgekürzt OTC. Vermittelt werden diese Kontrakte größtenteils über große Brokerplattformen, die börsenähnlich funktionieren.
Über die Mechanismen von Stromhandel, Lastprognosen und Bilanzkreismanagement wird sichergestellt, dass jeder den Strom beschafft hat, den er an seine Zählpunkte liefern muss, jeder seine Produktion verkauft hat und dass die resultierende Erzeugungs- und Verbrauchsbilanz insgesamt ausgeglichen ist. Dennoch auftretende kurzfristige Abweichungen werden über die Regelleistung ausgeglichen, die in einem vom Übertragungsnetzbetreiber organisierten, eigenständigem Marktplatz ausgeschrieben wird.
Im Gegensatz zum OTC-Handel eliminiert der Börsenhandel Kontrahentenrisiken über das Margining und, indem die Börse als zentraler Kontrahent zwischen Käufer und Verkäufer tritt. Standardisierte Produkte ermöglichen sowohl an der Börse als auch im OTC-Handel niedrige Transaktionskosten und eine hohe Marktliquidität.
An der Strombörse EEX (European Energy Exchange) in Leipzig werden Stromprodukte aus ganz Europa und auch aus Ländern, die nicht Teil des UCTE-Regelverbundes sind, wie z. B. Japan, gehandelt.

## Entstehung
Durch die Liberalisierung der europäischen Elektrizitätsmärkte hat das Thema Stromhandel für die Energieversorger stark an Bedeutung gewonnen. Vor der Liberalisierung versorgten die Energieversorger ihre durch Konzessions- und Demarkationsverträge abgegrenzten Versorgungsgebiete und rechneten ihre Zählpunkte mit regulierten Preisen ab. Preisverhandlungen fanden nur mit Großkunden statt. Ihre Energie erhielten die Versorgungsunternehmen entweder aus eigener Erzeugung oder über langfristigen Lieferverträge mit Betreibern von Großkraftwerken. Mit der Liberalisierung wurden diese Verträge teilweise kartellrechtlich aufgebrochen und wichen dann immer mehr Verträgen mit kurzfristiger Dauer.
Strom- und Stromterminbörsen wurden eingerichtet, um, wie andere Börsen auch, den Abschluss von Verträgen zu marktgerechten Preisen zu ermöglichen bzw. zu erleichtern. Ein treibender Faktor war die in den 1990er Jahren vorherrschende volkswirtschaftliche Dogmatik, der zufolge Märkte stets effizient sind und eine optimale Allokation von Ressourcen garantieren. Mit der Etablierung der Strombörse löste eine Preisbildung auf Grundlage der Grenzkosten des preissetzenden Kraftwerks die vorige Preisbildung auf Grundlage der durchschnittlichen Stromerzeugungskosten des Versorgers ab (siehe Merit-Order und EPEX Spot Dayahead Auktion).
Die Vorreiterrolle in diesem Bereich der europäischen Strombranche übernahm die skandinavische Strombörse Nord Pool, die durch die frühe Liberalisierung des Strommarktes in Skandinavien im Jahr 1993 entstanden ist.
In Amsterdam wurde 1999 die Amsterdam Power Exchange (APX) gegründet, 2000 die Energiebörse European Energy Exchange (EEX) in Frankfurt am Main und die Leipzig Power Exchange (LPX), die im Jahr 2002 zur EEX mit Sitz in Leipzig fusionierten (Leipziger Strombörse). Der Spotmarkt der EEX wurde im Jahr 2009 in die EPEX SPOT SE (Sitz in Paris) eingebracht. Mit der Liberalisierung des österreichischen Marktes im Jahr 2001 entstand auch in Österreich eine Strombörse, die Energy Exchange Austria (EXAA).

## Handelsverfahren
Terminkontrakte werden im Laufenden Handel gehandelt und der deutsche Strommarkt ist äußerst liquide. Das Volumen des Großhandels belief sich bereits 2010 auf schätzungsweise 10.600 TWh; mehr als das Siebzehnfache des tatsächlichen Elektrizitätsbedarfs in Deutschland. Einen sehr großen Teil des Terminhandels stellen bilaterale Geschäfte (sogenannte OTC-Geschäfte). Diese werden wiederum zu einem sehr großen Anteil über Brokerplattformen der etablierten Finanzbroker (ICAP, GFI, Tullett Prebon ...) vermittelt.
Dennoch ist die Strombörse European Energy Exchange (EEX) in Leipzig ein sehr wichtiger Strom-Handelsplatz. Hier beginnt der fortlaufende Handel teilweise mit einer zweiseitigen Auktion, in der nach dem Meistausführungsprinzip ein Startpreis gebildet wird. Eine zentrale Stellung nimmt die EPEX Spot Dayahead Auktion der EEX ein, in der im Optimalfall für die 24 Stunden des Folgetages je ein europaweit einheitlicher Preis bestimmt wird. Auch der Intradayhandel bis wenige Minuten vor Lieferung läuft größtenteils über die EEX.
Zusammen mit dem skandinavischen Strommarkt und den Niederlanden bildet Deutschland eine Region mit sehr aktivem Stromhandel.

## Stromkennzeichnung
An der Strombörse wird in der Regel Graustrom, d. h. nicht gekennzeichneter Strom verkauft. Die österreichische EXAA bietet jedoch unter dem Label GreenPower@EXAA eine Strom-Auktion an, bei der zusätzlich zum physischen Strom Herkunftsnachweise für TÜV-Süd-zertifizierten Grünstrom geliefert werden.

## Produkte an der Strombörse

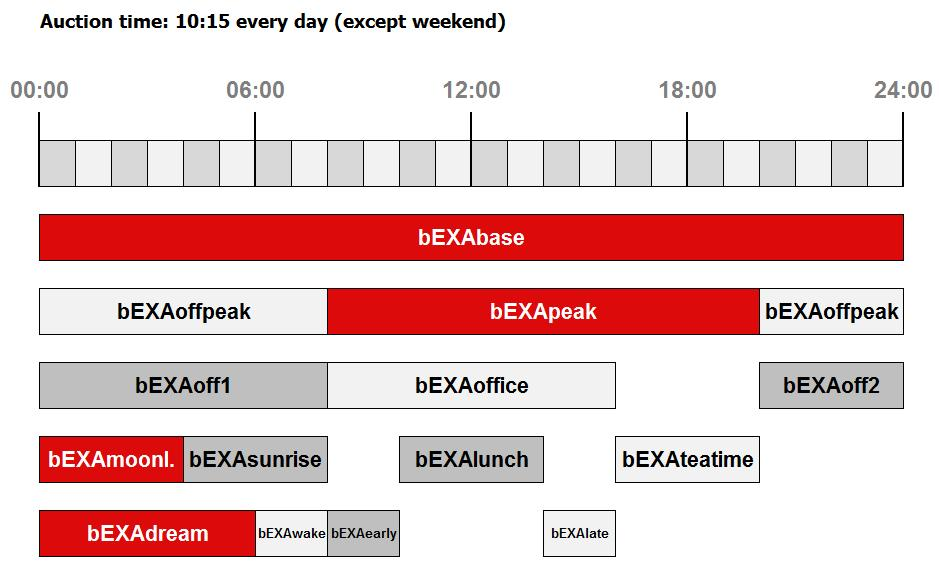
Blockprodukte an der EXAA

Am Terminmarkt werden Jahreskontrakte auf mehrere Jahre in die Zukunft gehandelt. Dabei handelt es sich im Wesentlichen um Base- und Peakprodukte. Im Gegensatz zum OTC-Handel werden Terminkontrakte im Börsenhandel finanziell erfüllt, das heißt der Kauf resultiert nicht in einer Stromlieferung, sondern in einem finanziellen Ausgleich der Differenz zwischen kontrahiertem Preis und dem für den Lieferzeitraum am Ende erzielten Spotpreis in der Stundenauktion. Dazwischenliegende Preisveränderungen führen zu Marginzahlungen.
Baseprodukte sind Bandlieferungen mit gleicher Leistung pro Viertelstunde. Peakprodukte sind Blockprodukte mit gleicher Leistung zwischen 8:00 und 20:00 Uhr. Mit solchen Produkten können die Teilnehmer Preise über einen längeren Zeitraum hinweg grob absichern. Die Lieferrate, das heißt die kleinstmögliche Handelseinheit, beträgt derzeit 1 MW.

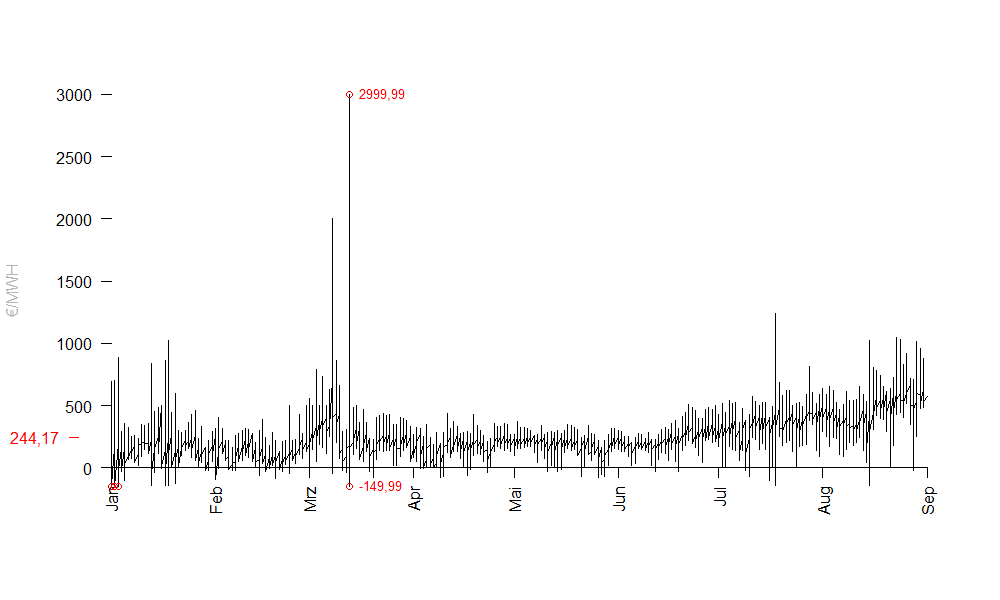
Dayahead-Preise Strom vom Jan – August 2022, Quelle: Entso-E Transparenzplattform

Der genaue Ausgleich zwischen Bedarf und bereits erfolgten Käufen erfolgt kurzfristiger und teilweise erst am Spotmarkt. Auch hier gibt es Blockprodukte, z. B. zur Absicherung der Grundlast eines Tages. Die wesentliche Rolle spielt hier aber die Stunden- und Viertelstundenauktion der Börse. Beide finden werktäglich für den Folgetag bzw. am Freitag für das Wochenende statt. Gehandelt werden können alle Stunden- bzw. Viertelstunden des Folgetages mit einer Lieferrate von 0,1 MW.
Spotpreise sind wegen Abweichungen in Windeinspeisung, Kraftwerksausfällen und Lastabweichungen, die erst sehr kurzfristig bekannt werden, sehr volatil. Durch den Merit-Order-Effekt führt ein Anstieg der Brennstoffpreise, wie der massive Anstieg der Gaspreise im Jahr 2022 zu entsprechenden Preissteigerungen auf dem Strommarkt. Weiterhin treten am Spotmarkt regelmäßig negative Preise auf.
Eine immer größere Rolle spielt wegen der steigenden flukturienden Windeinspeisung der Intradayhandel. Hier werden Stunden und Viertelstunden im laufenden Handel für den folgenden und den aktuellen Tag bis 5 Minuten vor Lieferung gehandelt. Spot- und Intradaykontrakte werden physisch erfüllt, das heißt, es kommt zu einer Stromlieferung.
Der Stromhandel sorgt über das Bilanzkreismanagement dafür, dass Erzeugung und Bedarf auf Basis von Vortagsprognosen ausgeglichen sind. Über den Intradayhandel kann einer Ausgleich von Positionen über den Handel sogar noch bis kurz vor Lieferung erfolgen.
Unerwartete Abweichungen zwischen Erzeugung und Bedarf, die im Handel nicht ausgeglichen werden konnten, resultieren physikalisch in einer Abweichung der Netzfrequenz. Erfolgen keine Gegenmaßnahmen kann es zu Stromausfällen kommen. Die Aufrechterhaltung der Netzstabilität und der Ausgleich unerwarteter Abweichungen ist Aufgabe des Übertragungsnetzbetreibers, der dafür auf Abruf bereitstehende Erzeugungsleistung und negative Leistung in Form von abrufbarer Last aufruft, die in einer zugehörigen Plattform für die Ausschreibung von Regelleistung ausgeschrieben wird.

## Strombörsen in Europa
- Amsterdam Power Exchange, Niederlande, UK[11]
- Belpex, Belgien[12]
- Borzen, Slowenien[13]
- BSP Southpool, Slowenien, Serbien, Mazedonien[14]
- Energy Exchange Austria, Österreich
- EPEX SPOT, Deutschland, Frankreich, Österreich, Schweiz
- GME bzw. IPEX, Italien[15]
- NASDAQ OMX Commodities Europe NORD POOL, Skandinavien, Baltische Staaten[16]
- OMIE, Spothandel des Iberischen Elektrizitätsmarkts (MIBEL), OMIP für Termingeschäfte (früher OMEL für Spanien und OMIP für Portugal)[17]
- Opcom, Rumänien[18]
- PXE, Tschechien[19]
- PolPX, Polen[20]